# Begaafdheidsprofielschool
Een Begaafdheidsprofielschool is in Nederland een school voor voortgezet onderwijs of basisschool die onderwijsfaciliteiten biedt aan leerlingen die hoogbegaafd zijn.
Het Ministerie van Onderwijs, Cultuur en Wetenschap is een project gestart om deze scholen een officiële erkenning te verlenen. De eerste scholen in het voortgezet onderwijs werden in 2007 gecertificeerd, in het primaire onderwijs kan dit sinds 2014. Scholen kunnen het certificaat Begaafdheidsprofielschool verkrijgen nadat ze als voldoende zijn beoordeeld door een visitatiecommissie.
Er is een vereniging van begaafdheidsprofielscholen. Scholen die wel lid zijn van de vereniging, maar nog niet goedgekeurd, mogen zich aspirant-begaafdheidsprofielschool noemen. Zij zijn verplicht binnen drie jaar te voldoen aan de gestelde eisen.
Er zijn veel scholen voor het voortgezet onderwijs en enkele voor het primair onderwijs.